# Teknoseksuel
Teknoseksuel er en person, der ønsker at dyrke sex med en Androide.
Ordet er en sammentrækning af teknologi og seksuel.
I filmen A.I. fra 2001 optræder androiden Gigolo Joe, spillet af Jude Law, som er blevet det første teknosexsymbol.